# 最も売れたWiiのゲームタイトル一覧

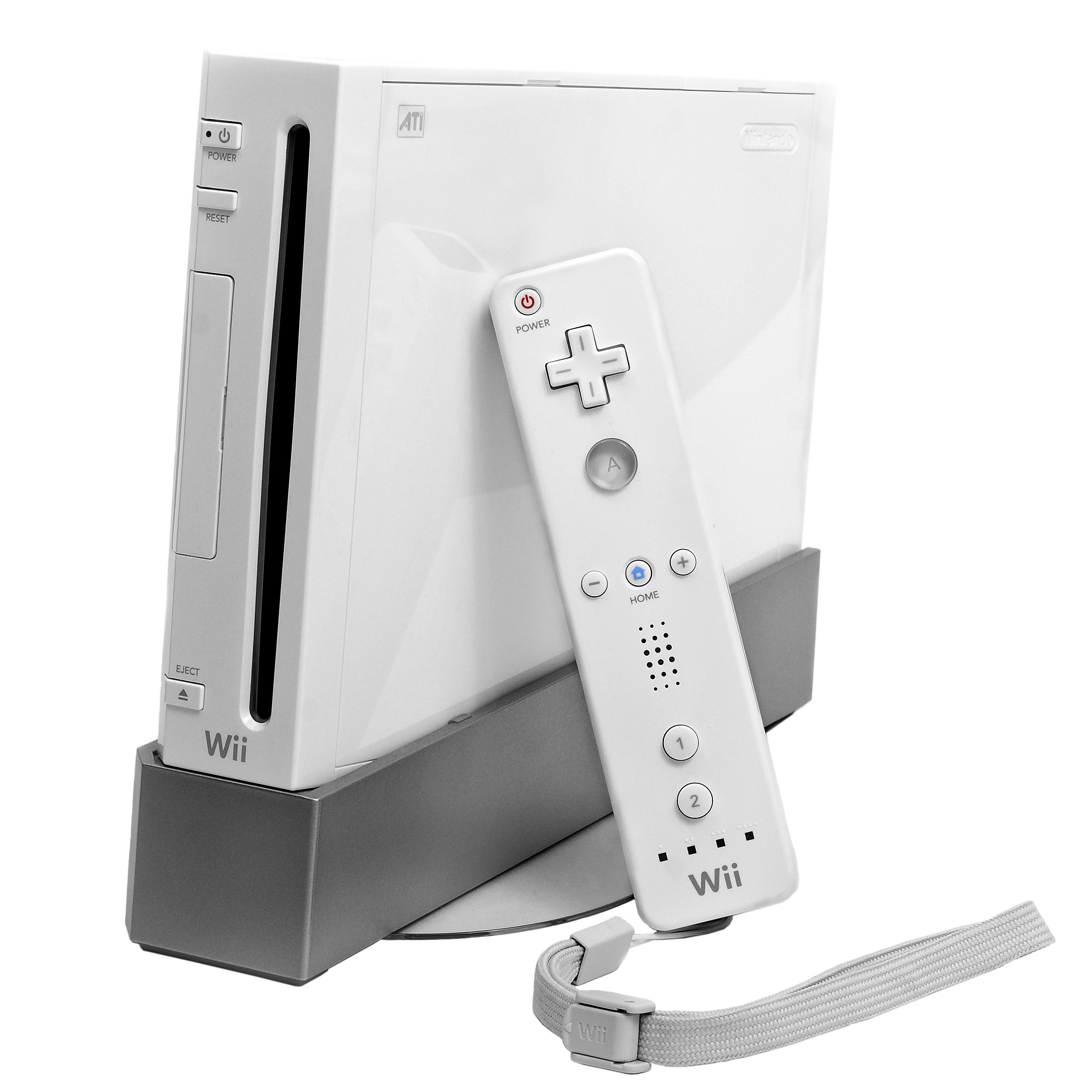
Wii本体とWiiリモコン

最も売れたWiiのゲームタイトル一覧（もっともうれたウィーのゲームタイトルいちらん）では、Wii対応として全世界で発売されたゲームソフトタイトルのうち、100万本以上販売・出荷されたタイトルを列記する。Wiiで最も売れたゲームは『Wii Sports』である。同作は、2006年11月19日に北米で最初に発売された。また、ローンチタイトルであり、日本と韓国を除くすべての地域でWii本体に同梱されていた。同作は全世界で8300万本を販売し、世界で4番目に売れたビデオゲームとなっており、単一のゲーム機で発売されたゲームソフトの中で最も売れている。『マリオカートWii』は、3738万本を販売し、Wiiで2番目に売れたゲームである。また、マリオカートシリーズの中で『マリオカート8 デラックス』に次いで2番目に売れたゲームでもある。3番目に売れたゲームはWii Sportsの続編『Wii Sports Resort』であり、3,314万本を販売している。4番目に売れたゲームは全世界で3032万本を販売した『New スーパーマリオブラザーズ Wii』、5番目に売れたゲームは、全世界で2802万本を販売した『はじめてのWii』である。
この一覧には、100万本以上の販売または出荷が確認されている合計64のWiiゲームが含まれている。このうち21本は任天堂社内の開発部門が開発した。売上100万本以上のゲームを最も販売している他の開発者として、ユービーアイソフト・パリの5本とカプコンとセガスポーツデザイン研究開発部の3本が含まれる。この一覧にある63本のゲームのうち、42本は任天堂から1つ以上の地域で発売された。100万本以上を販売している他の開発元として、6本のゲームを提供しているユービーアイソフトと3本のゲームを提供しているアクティビジョンとカプコンが含まれる。Wiiで最も人気のあるシリーズは、Wiiビデオゲームシリーズ（合計1億5753万本）、スーパーマリオシリーズ（合計5377万本）、Wii Fitシリーズ（合計4380万本）、マリオカートシリーズ（合計3738万本）、およびマリオ&ソニックシリーズ（合計1602万本）である。
2021年3月31日までに、Wii向けゲームソフトは合計9億2,185万本以上販売されている。また、2007年12月31日までに、バーチャルコンソールゲームの売上は1000万本を超えた。2019年3月31日時点で、合計103本のWiiゲームが100万本以上販売された。

## 一覧
| † | Wii本体に同梱されていたゲーム |

| タイトル                                                 | 売上          | 発売日         | ジャンル                                    | 開発元                                                        | 発売元                                              |
| -------------------------------------------------------- | ------------- | -------------- | ------------------------------------------- | ------------------------------------------------------------- | --------------------------------------------------- |
| Wii Sports †                                             | 8,290万       | 2006年11月19日 | スポーツ                                    | 任天堂情報開発本部（第2グループ）                             | 任天堂                                              |
| マリオカートWii †                                        | 3,738万       | 2008年4月10日  | レース                                      | 任天堂情報開発本部（第1グループ）                             | 任天堂                                              |
| Wii Sports Resort †                                      | 3,314万       | 2009年6月25日  | スポーツ                                    | 任天堂情報開発本部（第2グループ）                             | 任天堂                                              |
| New スーパーマリオブラザーズ Wii †                       | 3,032万       | 2009年11月12日 | プラットフォーム                            | 任天堂情報開発本部（第4グループ）                             | 任天堂                                              |
| はじめてのWii                                            | 2,802万       | 2006年12月2日  | パーティー                                  | 任天堂情報開発本部（第2グループ）                             | 任天堂                                              |
| Wii Fit                                                  | 2,267万       | 2007年12月1日  | フィットネス                                | 任天堂情報開発本部（第5グループ）                             | 任天堂                                              |
| Wii Fit Plus                                             | 2,113万       | 2009年10月1日  | フィットネス                                | 任天堂情報開発本部（第5グループ）                             | 任天堂                                              |
| 大乱闘スマッシュブラザーズX                              | 1,332万       | 2008年1月31日  | 対戦型格闘                                  | ソラ アドホック 開発チーム [ 注釈 3 ]                         | 任天堂                                              |
| スーパーマリオギャラクシー                               | 1,280万       | 2007年11月1日  | プラットフォーム                            | 任天堂情報開発本部（第1グループ）                             | 任天堂                                              |
| Just Dance 3                                             | 992万         | 2011年10月7日  | リズム                                      | ユービーアイソフト・パリ                                      | ユービーアイソフト                                  |
| Wii Party                                                | 935万         | 2010年7月8日   | パーティー                                  | エヌディーキューブ 任天堂企画開発本部 （第4グループ）         | 任天堂                                              |
| マリオパーティ8                                          | 885万         | 2007年5月29日  | パーティー                                  | ハドソン                                                      | 任天堂                                              |
| ゼルダの伝説 トワイライトプリンセス                      | 750万         | 2006年11月19日 | アクションアドベンチャー                    | 任天堂情報開発本部（第3グループ）                             | 任天堂                                              |
| スーパーマリオギャラクシー2                              | 741万         | 2010年5月23日  | プラットフォーム                            | 任天堂情報開発本部（第1グループ）                             | 任天堂                                              |
| マリオ&ソニック AT 北京オリンピック                      | 709万         | 2007年11月6日  | スポーツ                                    | セガスポーツデザイン研究開発部                                | 日本: 任天堂 北米/PAL: セガ                         |
| ドンキーコング リターンズ                                | 653万         | 2010年11月21日 | プラットフォーム                            | レトロスタジオ                                                | 任天堂                                              |
| マリオ&ソニック AT バンクーバーオリンピック              | 653万         | 2009年11月5日  | スポーツ                                    | セガスポーツデザイン研究開発部                                | 日本: 任天堂 北米/PAL: セガ                         |
| リンクのボウガントレーニング                             | 579万         | 2007年11月19日 | シューティング                              | 任天堂情報開発本部（第3グループ）                             | 任天堂                                              |
| レゴ スター・ウォーズ コンプリート サーガ                | 551万         | 2007年11月6日  | アクションアドベンチャー                    | トラベラーズテイルズ                                          | ルーカスアーツ                                      |
| Just Dance 2                                             | 500万         | 2010年10月12日 | リズム                                      | ユービーアイソフト・パリ                                      | ユービーアイソフト                                  |
| 街へいこうよ どうぶつの森                                | 432万         | 2008年11月16日 | 育成シミュレーション                        | 任天堂情報開発本部（第2グループ）                             | 任天堂                                              |
| Just Dance                                               | 430万         | 2009年11月17日 | リズム                                      | ユービーアイソフト・パリ                                      | ユービーアイソフト                                  |
| スーパーペーパーマリオ                                   | 423万         | 2007年4月9日   | アクションロールプレイング プラットフォーム | インテリジェントシステムズ                                    | 任天堂                                              |
| ゼルダの伝説 スカイウォードソード                        | 367万         | 2011年11月18日 | アクションアドベンチャー                    | 任天堂情報開発本部（第3グループ）                             | 任天堂                                              |
| Big Brain Academy: Wii Degree                            | 334万         | 2007年4月26日  | パズル 教育                                 | 任天堂情報開発本部（第4グループ）                             | 任天堂                                              |
| マリオパーティ9                                          | 311万         | 2012年3月2日   | パーティー                                  | エヌディーキューブ                                            | 任天堂                                              |
| Wii Music                                                | 286万         | 2008年10月16日 | 音楽                                        | 任天堂情報開発本部（第2グループ）                             | 任天堂                                              |
| マリオストライカーズ チャージド                          | 260万         | 2007年5月25日  | スポーツ                                    | Next Level Games                                              | 任天堂                                              |
| マリオ&ソニック AT ロンドンオリンピック                  | 240万         | 2011年11月15日 | スポーツ                                    | セガスポーツデザイン研究開発部                                | 日本: 任天堂 北米/PAL: セガ                         |
| おどる メイド イン ワリオ                                | 235万         | 2006年12月2日  | パーティー リズム （ 英語版 ）              | 任天堂企画開発本部 （第1グループ） インテリジェントシステムズ | 任天堂                                              |
| スーパーマリオスタジアム                                 | 232万         | 2008年6月19日  | スポーツ                                    | バンダイナムコエンターテインメント ナウプロダクション         | 任天堂                                              |
| スーパーマリオコレクション                               | 224万         | 2010年10月21日 | プラットフォーム                            | 任天堂情報開発本部                                            | 任天堂                                              |
| ソニック カラーズ                                        | 218万         | 2010年11月16日 | プラットフォーム                            | ソニックチーム                                                | セガ                                                |
| ギターヒーロー3 レジェンド オブ ロック                   | 200万         | 2007年10月28日 | 音楽 リズム                                 | Vicarious Visions                                             | アクティビジョン                                    |
| Michael Jackson: The Experience                          | 200万         | 2010年11月6日  | 音楽 リズム                                 | ユービーアイソフト・パリ                                      | ユービーアイソフト                                  |
| バイオハザード4                                          | 200万         | 2007年5月31日  | サバイバルホラー                            | カプコン                                                      | 日本/北米/EU: カプコン オーストラリア: 任天堂       |
| DECA SPORTA                                              | 200万（出荷） | 2009年4月16日  | スポーツ                                    | ハドソン                                                      | 日本/北米: ハドソン EU: コナミ                      |
| ディズニー エピックミッキー 〜ミッキーマウスと魔法の筆〜 | 200万（出荷） | 2010年11月25日 | プラットフォーム                            | Junction Point Studios                                        | ディズニー・インタラクティブ・スタジオ 日本: 任天堂 |
| Game Party                                               | 200万（出荷） | 2007年11月27日 | パーティー                                  | FarSight Studios                                              | ミッドウェイゲームズ                                |
| MARIO SPORTS MIX                                         | 198万         | 2010年11月25日 | スポーツ                                    | スクウェア・エニックス 任天堂企画開発本部 （第4グループ）     | 任天堂                                              |
| ポケモンバトルレボリューション                           | 195万         | 2006年12月14日 | 対戦型格闘                                  | ジニアス・ソノリティ                                          | 任天堂                                              |
| 星のカービィ Wii                                         | 193万         | 2011年10月24日 | プラットフォーム                            | ハル研究所                                                    | 任天堂                                              |
| モンスターハンター3                                      | 190万         | 2009年8月1日   | アクションロールプレイング                  | カプコン                                                      | カプコン                                            |
| 毛糸のカービィ                                           | 185万         | 2010年10月14日 | プラットフォーム                            | グッド・フィール ハル研究所                                   | 任天堂                                              |
| EA SPORTS アクティブ                                     | 180万         | 2009年5月19日  | フィットネス                                | EA Canada                                                     | エレクトロニック・アーツ                            |
| マリオテニスGC                                           | 179万         | 2009年1月15日  | スポーツ                                    | キャメロット                                                  | 任天堂                                              |
| カーニバル・ゲームズ                                     | 150万         | 2007年8月27日  | パーティー                                  | Cat Daddy Games                                               | Global Star Software                                |
| メトロイドプライム3 コラプション                         | 141万         | 2007年8月27日  | ファーストパーソン アクションアドベンチャー | レトロスタジオ 任天堂                                         | 任天堂                                              |
| Guitar Hero World Tour                                   | 133万         | 2008年10月26日 | 音楽 リズム （ 英語版 ）                    | Vicarious Visions                                             | アクティビジョン                                    |
| バイオハザード アンブレラ・クロニクルズ                  | 130万         | 2007年11月13日 | レールシューティング                        | カプコン キャビア                                             | 日本/北米/EU: カプコン オーストラリア: 任天堂       |
| Wiiリモコンプラス バラエティ                             | 126万         | 2011年6月13日  | ミニゲーム集                                | 複数                                                          | 任天堂                                              |
| ポケパークWii 〜ピカチュウの大冒険〜                     | 125万         | 2009年12月5日  | アクションアドベンチャー                    | クリーチャーズ                                                | 任天堂 ポケモン                                     |
| ラビッツ・パーティー                                     | 120万         | 2006年11月19日 | パーティー                                  | Ubisoft Montpellier                                           | ユービーアイソフト                                  |
| ファミリースキー                                         | 120万         | 2008年1月31日  | スポーツ                                    | バンダイナムコエンターテインメント                            | バンダイナムコエンターテインメント                  |
| Big Beach Sports                                         | 120万（出荷） | 2008年6月24日  | スポーツ                                    | HB Studios                                                    | THQ                                                 |
| パンチアウト!!                                           | 114万         | 2009年7月23日  | スポーツ                                    | Next Level Games                                              | 任天堂                                              |
| ワリオランドシェイク                                     | 106万         | 2008年7月24日  | プラットフォーム                            | グッド・フィール                                              | 任天堂                                              |
| Active Life: Outdoor Challenge                           | 103万         | 2008年5月29日  | フィットネス                                | h.a.n.d.                                                      | バンダイナムコエンターテインメント                  |
| コール オブ デューティ ワールド・アット・ウォー          | 100万以上     | 2008年11月10日 | ファーストパーソン・シューティング          | Treyarch                                                      | アクティビジョン                                    |
| レッドスティール                                         | 100万         | 2006年11月19日 | ファーストパーソン・シューティング          | ユービーアイソフト・パリ                                      | ユービーアイソフト                                  |
| ロックバンド                                             | 100万         | 2008年6月22日  | リズム                                      | Pi Studios                                                    | MTV エレクトロニック・アーツ                        |
| Zumba Fitness                                            | 100万         | 2010年11月18日 | フィットネス                                | Pipeworks Software                                            | マジェスコ・エンターテインメント 505 Games          |
| スーパーマリオブラザーズ3                                | 100万         | 2007年11月5日  | プラットフォーム                            | 任天堂情報開発本部                                            | 任天堂                                              |
| Game Party 2                                             | 100万（出荷） | 2008年10月6日  | パーティー                                  | FarSight Studios                                              | ミッドウェイゲームズ                                |